# VOR

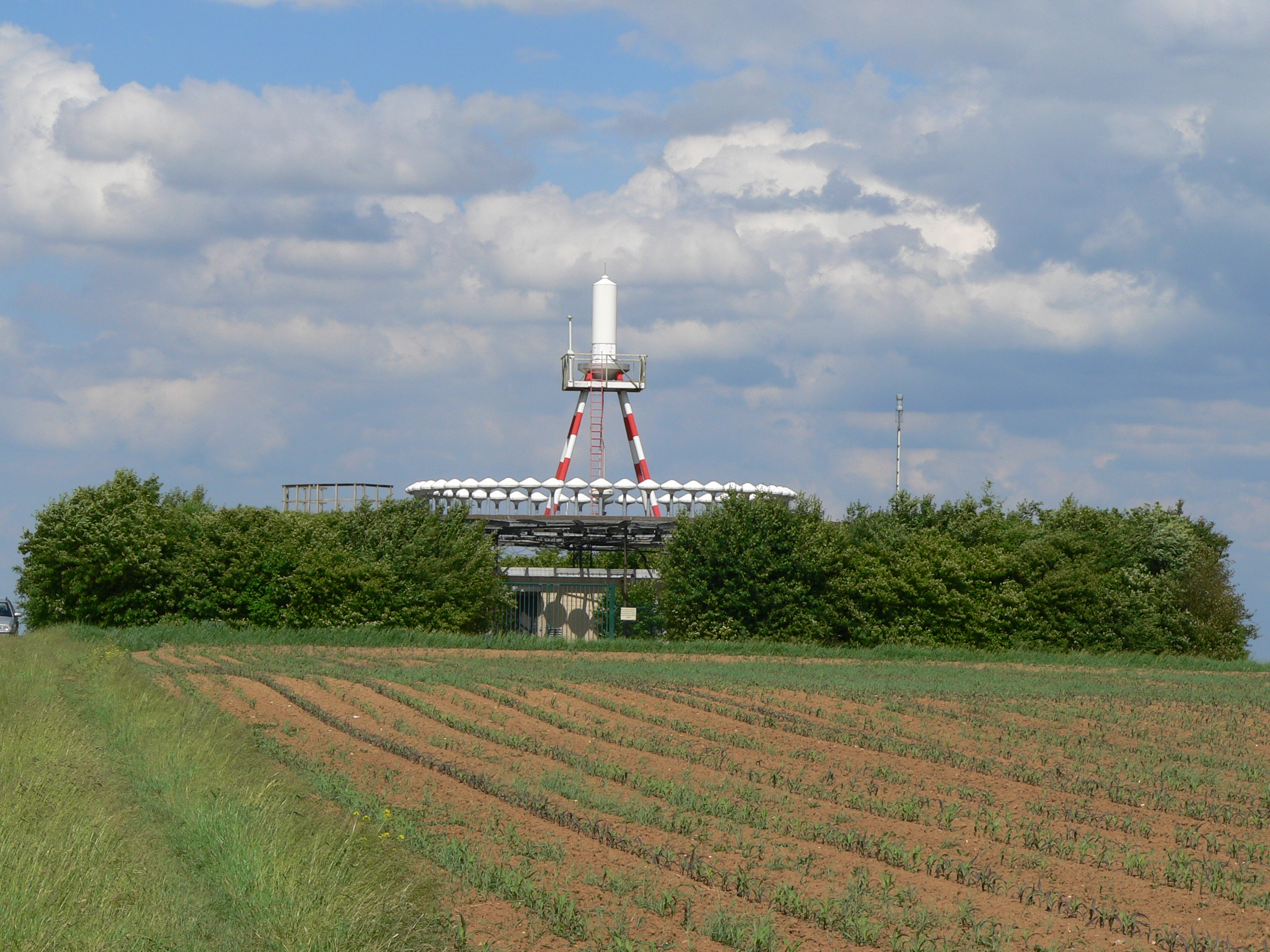
Equipamento VOR na Alemanha.

Representação gráfica do VOR

Representação gráfica do VOR/DME

Representação gráfica do VORTAC (TAC: Tactical air navigation system - Sistema Táctico de Navegação Aérea utilizado pelos militares)

VOR, (very high frequency omnidirectional range) é um equipamento eletrônico usado na navegação aérea. Desenvolvido nos Estados Unidos a partir de 1937 e implantado em 1946, o VOR é o sistema de navegação aérea padrão no mundo, usado pela aviação comercial e geral. Em 2000, havia cerca de 3.000 estações de VOR em todo o mundo, incluindo 1.033 nos EUA, reduzidas para 967 em 2013 com mais estações sendo descomissionadas com a adoção generalizada de GPS.

## Sinal e precisão do sinal VOR
A rádio ajuda VOR emite dois sinais: um não direccional e outro rotativo (direccional) alinhados com o norte magnético da Terra. Um receptor a bordo da aeronave mede a diferença de fase entre os dois sinais e a converte em graus magnéticos chamados Radiais - estes indicam ao piloto sua localização.
Os sinais VOR não sofrem interferência elétrica da atmosfera e seu alcance máximo de 370 quilómetros dependerá da altitude da aeronave, obstáculos naturais e curvatura da Terra.
A estação VOR é representada nas cartas aeronáuticas por um hexágono, envolto por um retângulo quando estiver acoplado a um equipamento DME.

## Fim do equipamento
Especula-se que o VOR será gradualmente retirado de uso, devido à adoção do RNAV (Area Naviagtion) (GPS/INS/AHRS), sendo que o GPS (Global Positioning System ) não é um sistema autónomo de navegação, dado que depende da recepção e triangulação de sinais de vários satélites, satélites esses que são ainda hoje controlados pelo Governo Norte Americano.
Existem contudo sistemas autónomos de navegação, como por exemplo o INS ( Inertial Navigation System ) em que a computação da posição da aeronave é completamente autónoma, através da conjugação de accelerómetros e giroscópios ( mecânicos ou laser, estes últimos de última geração ). O AHRS ( Attitude and Heading Reference System ) é também um sistema autónomo e de princípio de funcionamento semelhante ao do INS.
Estes equipamentos autónomos de navegação, irão futuramente,e previsivelmente, ser a base de navegação das aeronaves, sendo que como, os sistemas autónomos têm ainda margens de erro na computação da posição e o sistema GPS ser propriedade de um Governo, mantém-se ainda em uso o sistema de rádio ajuda no qual se enquadra o VOR.
Existem contudo hoje, descidas por instrumentos que já são baseadas na integração entre o GPS/INS e rádio ajudas, o que será o primeiro passo para um futuro baseado exclusivamente em sistemas de navegação autónomos.

## VOR e NDB
Assim como o VOR, existe outro equipamento de auxílio à navegação aérea, o NDB (Non-Directional Beacon ou "radiofarol não-direcional").
A principal diferença entre o VOR e o NDB é que o VOR possui 360 radiais, e o equipamento embarcado na aeronave pode ser ajustado para identificar essas radiais individualmente. Se um avião quiser voar para o SUL de uma estação VOR (Radial 180) é possível, pois o equipamento de rádio sabe em qual radial está e assim o voo pode ser ajustado para que esta radial seja mantida. Já o NDB não possui radiais, portanto, é possível saber para qual direção o NDB está, mas não é possível saber a sua propria posição em relação ao NDB, uma vez que você pode estar em qualquer lugar dentro do alcance do NDB.
Um exemplo clássico: Para voar de São Paulo a Curitiba, basta sintonizar o VOR de Congonhas, e voar alinhado com a Radial 285. Isso porque Curitiba fica a 285 graus de São Paulo. Ao longo do trajeto, o sinal vai ficando mais fraco e as linhas radiais vão ficando cada vez mais largas, comprometendo um pouco a precisão, então, basta sintonizar o VOR de Curitiba e seguir a viagem na radial inversa, pois agora você estará se aproximando pela radial 105 de Curitiba e se afastando pela radial 285 de Congonhas.
Os sinais de rádio do VOR são transmitidos em ondas VHF, com frequências entre 108,0 e 117,95
 MHz, sendo que de 108 até 112 são apenas utilizadas as frequências pares, pois naquele intervalo as frequências ímpares são destinados aos localizadores ILS. Já os sinais do NDB são transmitidos em AM, com frequências entre 100 e 520 kHz.